# New Hope, Pennsylvania
New Hope là một thị trấn thuộc quận Bucks, tiểu bang Pennsylvania, Hoa Kỳ. Năm 2010, dân số của thị trấn này là 2528 người.